# Robert Käslin
Robert Käslin (ur. 14 listopada 1871 w Aarau, zm. 3 lipca 1934 w Bernie) – szwajcarski polityk, kanclerz federalny w latach 1925-1934.

## Życiorys
Urodził się 14 listopada 1871 w Aarau
Był członkiem Radykalno-Demokratycznej Partii Szwajcarii i reprezentował kanton Nidwalden. Sprawował urząd kanclerza federalnego Szwajcarii od 1925, kiedy to zastąpił na stanowisku Adolfa von Steigera do 1934. Jego następcą został George Bovet.
Zmarł 3 lipca 1934 w Bernie.